# تيموثي هايد
تيموثي هايد (بالإنجليزية: Timothy Hyde)‏ هو ساحر استعراضي أسترالي ونيوزلندي، ولد في 9 أبريل 1955 في ويلينغتون في نيوزيلندا.